# Прохоров, Павел Михайлович
Павел Михайлович Прохоров (10 июля 1898, Севск, Орловская губерния, Российская империя — 26 июля 1954, Москва, СССР) — советский военный деятель, генерал-майор артиллерии (09.04.1943), действительный член Академии артиллерийских наук (20.09.1946), академик-секретарь Президиума ААН (1946—1953), кандидат технических наук (1939).

## Биография
Родился 10 июля 1898 года в городе Севск, ныне Брянской области. Русский. С сентября 1915 года, после окончания гимназии, — студент электротехнического отделения Петроградского политехнического института.
На военной службе с февраля 1917 года: юнкер Константиновского артиллерийского училища. С августа 1917 года — прапорщик запасного артиллерийского дивизиона в Харькове. С февраля 1918 года — заведующий хозяйством батареи — командир взвода 2-й батареи 6-й Сибирской артиллерийской бригады.
В РККА — с мая 1918 года — помощник начальника комендантской части Севского уездного военкомата. С августа 1918 года — комендант Севского городского военного комиссариата. С октября 1918 года — инструктор-преподаватель Карачевского сводного артиллерийского дивизиона в Орловской губернии. С февраля 1919 года — руководитель группы Карачевской артиллерийской школы взводных командиров. С сентября 1919 года — командир взвода Артиллерийских командных курсов. С января 1920 года — командир батареи Карачевско-Туркестанских артиллерийских командных курсов. В августе-сентябре 1920 года участвовал в боях на Туркестанском фронте. С января 1921 года — командир дивизиона, с апреля 1922 года — руководитель артиллерийского отделения Высшей объединённой военной школы.
С августа 1923 года — слушатель баллистического отделения Артиллерийской академии РККА. С апреля 1928 года — начальник учебного артиллерийского полигона Украинского военного округа. С октября 1929 года — командир 50-го артиллерийского полка (Украинский военный округ). С марта 1931 года — преподаватель Артиллерийских курсов усовершенствования командного состава РККА в городе Пушкин Ленинградской области. С ноября 1931 года — член Артиллерийского стрелкового комитета. С августа 1932 года — руководитель, с марта 1933 года — старший руководитель кафедры стрельбы, с декабря 1933 года — начальник кафедры стрельбы Артиллерийской академии РККА им. Ф. Э. Дзержинского. За успехи в деле подготовки кадров для РККА, в августе 1936 года был награждён орденом Красной Звезды. В июле 1938 года арестован и находился под следствием органов НКВД. В январе 1939 года освобожден, полностью реабилитирован и восстановлен в правах гражданина СССР и офицера РККА.
С марта 1939 года — старший преподаватель кафедры тактики Артиллерийской академии РККА им. Ф. Э. Дзержинского. С июля 1939 года — начальник кафедры зенитной стрельбы Артиллерийской академии РККА им. Ф. Э. Дзержинского. За успехи в деле подготовки кадров для РККА, в декабре 1940 года был награждён вторым орденом Красной Звезды. С февраля 1942 года — начальник командного факультета зенитной артиллерии Артиллерийской академии РККА им. Ф. Э. Дзержинского. Участник Великой Отечественной войны, трижды был в командировках на фронтах, в Действующей армии. В мае-сентябре 1946 года — исполняющий должность заместителя начальника Артиллерийской академии им. Ф. Э. Дзержинского по научной и учебной работе. С сентября 1946 года по март 1953 года — академик-секретарь Академии артиллерийских наук. С мая 1953 года генерал-майор артиллерии Прохоров в отставке по болезни.
Крупный специалист по вопросам стрельбы зенитной и наземной артиллерии, методике огневой подготовке артиллерии. Имеет в этой области около 30 научных трудов. В 1945 г. написал «Курс теории вероятностей и ошибок».
Умер 26 июля 1954 года. Похоронен в Москве на Введенском кладбище.

## Награды
- орден Ленина (21.02.1945)[5][6]
- два ордена Красного Знамени (03.11.1944[7][6], 20.06.1949[8][6])
- орден Отечественной войны I степени (17.11.1945)[9]
- два ордена Красной Звезды (16.08.1936[10], 07.12.1940[10] — «в связи с 120-й годовщиной Артиллерийской ордена Ленина Академии Красной Армии имени Дзержинского, за плодотворную работу по выращиванию и воспитанию артиллерийских кадров»)
  - медали в том числе:
  - «XX лет Рабоче-Крестьянской Красной Армии» (1938)[10]
  - «За оборону Москвы» (1945)[10]
  - «За победу над Германией в Великой Отечественной войне 1941—1945 гг.» (1945)[11]

## Труды
- Стрелково-артиллерийский задачник / Под ред. Дьяконова В. Г. М.: Воениздат, 1934. 144 с. (соавтор Фигнер Н. Н., предисловие Роговский Н. М.);
- Справочник офицера-зенитчика. М., 1945;
- Теория вероятностей. М.: Арт. академия им. Дзержинского, 1945. Ч. 1. Основные понятия и теоремы. 61 с. Ч. 2. Геометрическая вероятность. 36 с.;
- Аналитический метод пристрелки по измеренным отклонениям // Артиллерийский журнал. 1934. № 8. С. 20-25;
- О заградительном огне малокалиберной зенитной артиллерии // Артиллерийский журнал. 1943. № 7. С. 18-21;
- К вопросу о взаимодействии между наземной и зенитной артиллерией // Артиллерийский журнал. 1944. № 4. С. 4-6;
- План научно-исследовательской работы на 1948 год в свете основных задач Академии // Сборник докладов ААН. 1949. Выпуск VI. С. 7-17;
- Выполнение плана научно-исследовательских работ Академии артиллерийских наук в 1948 году и план 1949 год // Сборник докладов ААН. 1949. Выпуск VII.